# 朱凡
朱凡（1909年—1987年1月8日），原名朱宗仁，曾用名朱一苇、朱石清等，江苏涟水县河网乡潘刘村人，中国作家、文艺评论家，笔名阿累，曾是左联成员。

## 生平
父亲朱际云。朱凡先后就读于涟水县小学、金陵大学附中、上海立达学园、上海同文书院日语专业(肄业）。1932年毕业于上海艺术大学。1932年参加“左翼剧联”。1932年8月进入上海英商公共汽车公司做售票员，不久加入共青团与中国共产党。1932年9月27日中午交班之前他去内山书店购书时，恰逢鲁迅在店内。鲁迅把自己翻译的《毁灭》赠送给朱凡，朱凡只用一元钱就购得曹靖华的《铁流》译本。1936年10月19日鲁迅病逝后，朱凡“情感不能自已”，在黎烈文主编的《中流》半月刊第一卷第5期“哀悼鲁迅先生专号”上发表《一面》一文，记录上述的感人情节。1936年10月，该文收入到上海文化生活出版社出版的《鲁迅纪念集》之中，中华人民共和国成立后又收入中学课文内。
1933年朱凡因参加卖票工人罢工而被捕，判刑15年，与共产党失去联系。1935年由涟水县教育局长郑宾等人出面，请顾祝同保释，到马来西亚吉隆坡尊孔学校教书，后因参加和支持学生爱国运动被官方驱逐出境。1936年8月回到上海，在陶行知帮助下，与左翼作家张天翼、陈白尘、蒋牧良等一起从事写作和翻译工作，以“阿累”等笔名撰写了不少文艺评论、杂文、散文。
1937年8月，朱凡重新加入共产党，由上海“文总”指派，在陈诚部队中任地下党特支书记。上海沦陷前他和陈国栋等人参加上海文化界救国会（“文救”）工作，组织年轻文艺工作者加入战地服务团，任党支部书记。后率战地服务团到达皖南新四军军部，在部队和地方参与文教和行政工作。后经长江局和周恩来介绍，到大别山的安徽省动委会工作，主编《文化月刊》。1941年1月皖南事变爆发后，朱凡被安排撤退到新四军第二师，先后任淮南津浦路西区《新民主报》主编、文教科长、淮南津浦路东区教育科长、《江淮日报》主编、淮海行署秘书长。1943年3月任涟水县长，兼敌工部长和涟水中学校长。1935年5月在浙江西部任天（目山）北专署专员，后转任苏南区委书记。
抗战胜利后，1945年9月到山东任胶东区委东海地委宣传部部长、第三野战军敌工委宣传部长。1948年8月到豫西宝丰创办中原大学并任党委副书记、副教务长。1949年春从开封率领中原大学第一批南下师生随四野大军南下湖北，5月随部队进入刚刚解放的武汉，朱凡以军事代表身份接管武汉大学。 
1949年8月到长沙任湖南革命大学副校长.1950年5月任湖南省文教厅长、省文委副主任。1953年3月任湖南省委宣传部长。1953年4月至9月任湖南大学代理校长。1953年9月至1955年7月任湖南师范学院筹委会主任。1958年6月免去宣传部部长职务，受省委委托筹备恢复湖南大学，1959年7月再任湖南大学校长，并兼任湖南省社联主席。1981年3月任湖南大学校长。1982年6月离休，1984年6月起享受副省级待遇。1987年1月8日在长沙病逝。
2009年10月19日，捐资兴建的“朱凡纪念室”在潘刘村揭幕，湖南大学派员参加揭幕仪式。